# Beit Mirsim
Beit Mirsim, en arabe : بيت مرسم est un village palestinien situé dans la ville de Dura (Hébron), dans le Gouvernorat de Hébron, au sud de la Cisjordanie.

## Géographie
Son altitude est de 415 mètres.

## Nom
Beit Mirsim est un mot cananéen qui signifie « Qaryat Safar » ou « Beit Sefer », signifiant « ville du savoir et des livres ».

## Population
Selon le Bureau central palestinien des statistiques, Beit Mirsim comptait 318 habitants en 2007,.